# Наместников Владислав Євгенович
Владислав Євгенович Наместников (рос. Владислав Евгеньевич Наместников; 22 листопада 1992, м. Воскресенськ, Росія) — російський хокеїст, центральний нападник. Виступає за «Нью-Йорк Рейнджерс» у Національній хокейній лізі.
Вихованець хокейної школи «Хімік» (Воскресенськ). Виступав за «Хімік» (Воскресенськ), «Лондон Найтс» (ОХЛ), «Сірак'юс Кранч» (АХЛ), «Тампа-Бей Лайтнінг».
В чемпіонатах НХЛ — 360 матчів (66+92), у турнірах Кубка Стенлі — 29 матчів (1+3).
У складі юніорської збірної Росії учасник чемпіонату світу 2010. У складі національної збірної Росії відіграв 13 матчів на Кубку світу 2016 та чемпіонаті світу 2017.
Батько: Євген Наместников.
Досягнення
- Чемпіон ОХЛ — 2012.
- Бронзовий призер чемпіонату світу — 2017.